# Lucie von Hardenberg

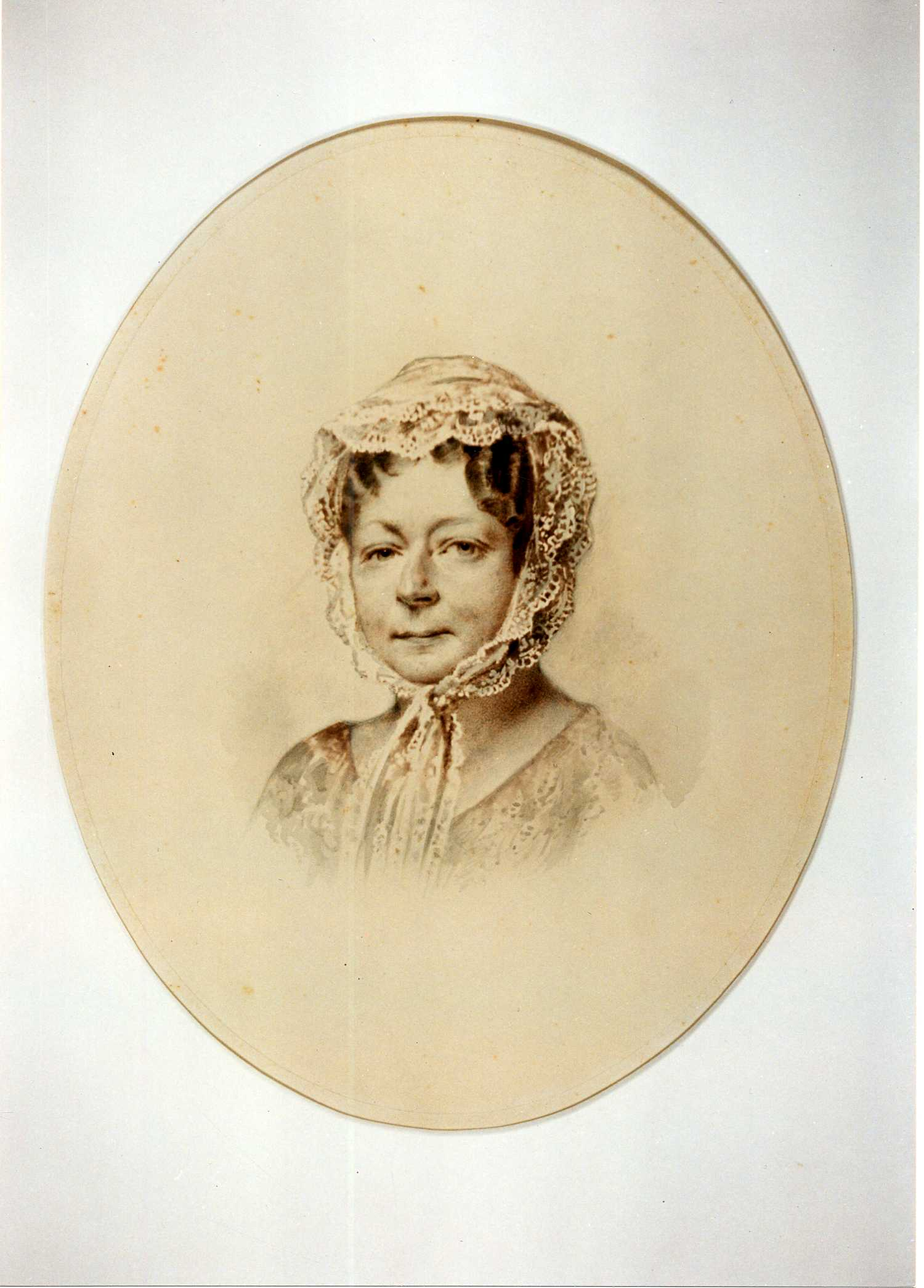
Lucie Fürstin von Pückler-Muskau, nachkolorierte Fotoaufnahme, um 1853

Lucia Anna Wilhelmine Christina Gräfin von Hardenberg-Reventlow (* 9. April 1776 in Hannover; † 8. Mai 1854 auf Schloss Branitz) war die Tochter des königlich preußischen Staatskanzlers und Fürsten Karl August von Hardenberg. In erster Ehe war sie mit Karl Theodor von Pappenheim und in zweiter Ehe mit Hermann von Pückler-Muskau verheiratet. Viele Jahre ihres Lebens widmete sie der Erschaffung des Fürst-Pückler-Parks in Muskau sowie des Branitzer Parks.

## Lucie von Hardenberg-Reventlow
Lucia Anna Wilhelmine Christina Gräfin von Hardenberg-Reventlow, genannt Lucie, wurde am 9. April 1776 in Hannover geboren. Sie war das zweite Kind von Karl August von Hardenberg, dem späteren königlich preußischen Staatskanzler, und seiner Frau, Gräfin Christiane Friederike Juliane von Reventlow (1759–1793). Ihr Bruder Christian Heinrich August von Hardenberg-Reventlow war 1775 zur Welt gekommen. Die Eltern ließen sich 1788 scheiden. Anfangs lebte Lucie bei einer ihrer Tanten, 1790 zog sie zu ihrem Vater, der in Ansbach und Bayreuth als Minister tätig war.

## Lucie von Pappenheim
Lucie von Hardenberg-Reventlow heiratete am 26. Juni 1796 den fünf Jahre älteren Reichsgrafen Karl Theodor Friedrich zu Pappenheim. Von ihren drei Kindern starben zwei in früher Kindheit. Es blieb ihnen die Tochter Adelheid von Pappenheim (* 3. März 1797; † 29. April 1849). Die Familie wurde ergänzt durch die Pflegetochter Helmine, deren Herkunft nicht bekannt ist.
Lucie von Pappenheim trennte sich 1802 von ihrem Ehemann. Sie erhielt Schloss Dennenlohe bei Ansbach, wo sie mit den Töchtern Adelheid und Helmine bis 1817 lebte. Lucie von Pappenheim pflegte Freundschaften in Hamburg, Altona und Berlin. Während ihrer Aufenthalte in Berlin war sie häufig zu Gast im literarisch-musikalischen Salon von Elisabeth von Staegemann. In dieser Stadt begegnete Lucie wahrscheinlich erstmals dem neun Jahre jüngeren Hermann von Pückler-Muskau (* 30. Oktober 1785; † 4. Februar 1871). Es begann eine Beziehung, die 37 Jahre lang, bis zu Lucies Tod währen sollte. 1817 ließ Lucie von Pappenheim sich scheiden, um die Ehe mit Pückler schließen zu können.

## Lucie von Pückler-Muskau

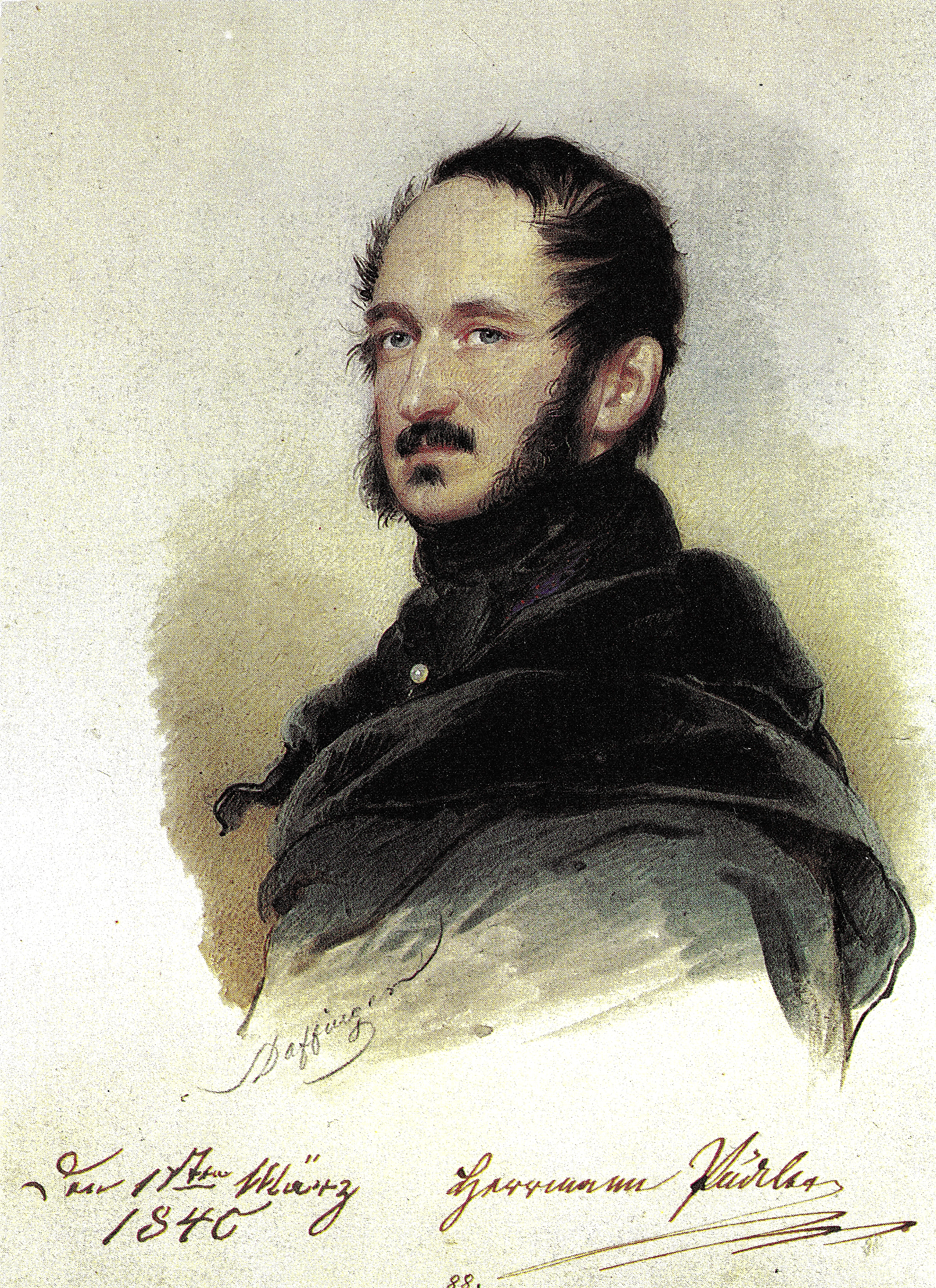
Hermann von Pückler-Muskau (1840),
kolorierte Bleistiftzeichnung von Moritz Daffinger

Am 16. November 1816 fand die Verlobung und am 9. Oktober 1817 die Hochzeit von Lucie von Pappenheim und Hermann von Pückler-Muskau statt. Die beiden verband ein scharfer Verstand, Humor und gemeinsame Interessen. Für beide Partner war die Verbindung vorteilhaft: Pückler konnte seinen Traum, seine Ländereien rund um das Städtchen Muskau zu einem Landschaftsgarten umzugestalten, mithilfe von Lucies beträchtlicher Mitgift verwirklichen. Die Ehe mit dem Besitzer einer der größten Oberlausitzer Standesherrschaften verschaffte der geschiedenen Lucie wieder einen ihrer Herkunft entsprechenden Status. Hermann von Pückler und Lucie wurden 1822 in den Fürstenstand erhoben.
Seit ihrer ersten Begegnung führte das Paar einen regen Briefwechsel. Hermann von Pücklers Briefe sind in großer Zahl erhalten, Lucies Briefe hingegen nicht. Ob sie selbst oder Pückler es gewünscht hat, dass ihre Briefe an ihn und sogar die dazugehörigen Abschriften vernichtet werden, ist im Nachhinein nicht feststellbar. Oft kann nur aus Pücklers Antworten an Lucie erahnt werden, worüber sie ihm in ihren Briefen Mitteilung machte.
Schon im Jahr 1820 überlegte Pückler, die Standesherrschaft Muskau zu verkaufen, denn das von Lucie mitgebrachte Vermögen war aufgebraucht. Lucie von Pückler machte ihrem Mann den ungewöhnlichen Vorschlag, die Ehe aufzulösen, damit er erneut auf die Suche nach einer vermögenden Frau gehen konnte. Im Februar 1826 wurde die Ehe geschieden. Als offizieller Grund wurde die Kinderlosigkeit des Paares angegeben. Kurz zuvor, im Januar 1826, hatte Pückler seiner Frau die Standesherrschaft Pückler-Muskau überschrieben, um seinen Besitz vor einer möglichen Pfändung zu retten.
Pückler begab sich im September 1826 tatsächlich auf Brautschau nach England. Da sich seine Absichten schnell herumgesprochen hatten, blieb die Suche erfolglos und wurde sogar in der englischen Presse mit Spott kommentiert. Der Fürst blieb dennoch zwei Jahre lang in England. In dieser Zeit holte er sich neue Anregungen für seinen Park und schrieb amüsante Briefe über die englische Gesellschaft an seine geschiedene Frau. Lucie hob alle Briefe auf und bereitete sie für eine Veröffentlichung vor. Nach Pücklers Rückkehr erschienen die Briefe in zwei Bänden.
In die Zeit der mehrjährigen Orientreise des Fürsten Pückler fällt die Verurteilung des befreundeten Schriftstellers Heinrich Laube zu sieben Jahren Festungshaft, die nach einem Gnadengesuch auf anderthalb Jahre reduziert wurde. Durch die väterlichen Kontakte konnte Lucie von Pückler erreichen, dass Laube diese Haftstrafe in Muskau verbringen durfte. Dort lebte er im Alten Schloss und konnte gar an Jagdausflügen teilnehmen, unter anderem erwähnte er das Jagdschloss im Tiergarten in der Muskauer Heide schriftlich. Nach der Haft widmete er der Fürstin eine Veröffentlichung.

## Die Gartengestalterin

### Pückler-Muskau

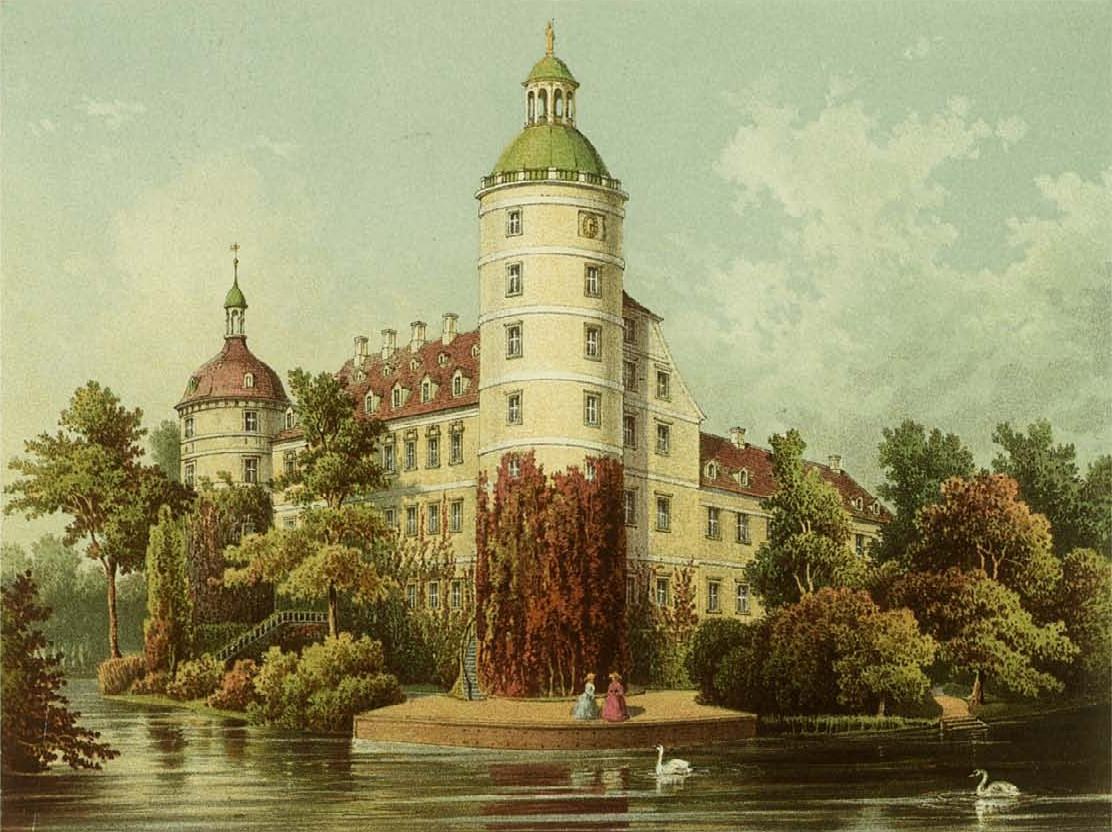
Schloss Muskau zur Zeit Pücklers

Von seiner ersten Englandreise (1814–1815) hatte Hermann von Pückler die Begeisterung für Landschaftsgärten nach englischem Stil mitgebracht. Gleich nach seiner Rückkehr begann er mit der Umgestaltung Muskaus, des mütterlichen Erbes. Schon während der Verlobungszeit ließ sich Lucie von seiner Begeisterung anstecken und war bereit, einen großen Teil ihres Vermögens für die Gestaltung des Parks zu geben. Während Pückler sehr viel auf Reisen war, blieb Lucie vor Ort und überwachte die Gestaltung des Parks. Auch nach der Scheidung setzte Lucie ihr Leben und ihre Arbeit in Muskau fort. Einige Teile des Parks wurden auf Pücklers Wunsch nach ihr benannt, zum Beispiel der Lucie-See und das Schnuckental (nach ihrem Kosenamen Schnucke). Lucie von Hardenberg stand der kleinwüchsige Wilhelm Heinrich Masser zur Seite.
Lucie von Pückler ließ 1822 auf dem Gelände des Parks ein Kurbad errichten, das 1823 eingeweiht wurde. Die erhofften Einnahmen, die dringend zur Finanzierung des Parks benötigt wurden, stellten sich aber trotz intensiver Werbung für das Mineralbad nicht ein. Obwohl aus den Briefen Pücklers ersichtlich wird, dass seine Ehefrau und er den Park Muskau gleichberechtigt erschufen, findet dies in seinen 1834 veröffentlichten Andeutungen über Landschaftsgärtnerei keine Erwähnung. Wie groß ihr Beitrag zur Entstehung des Parks war, lässt sich gut schätzen, da sie die Arbeiten auch während der mehrjährigen Reisen Pücklers fortsetzte. 1834 begab sich Hermann von Pückler auf seine längste Reise, die ihn unter anderem nach Ägypten und Griechenland führte. Erst 1840 kehrte er zurück. Wenige Jahre später war der Verkauf der Standesherrschaft Muskau mit Schloss und Park wegen der großen finanziellen Schwierigkeiten unvermeidlich geworden. Sie fand 1845 einen neuen Besitzer.

### Branitz

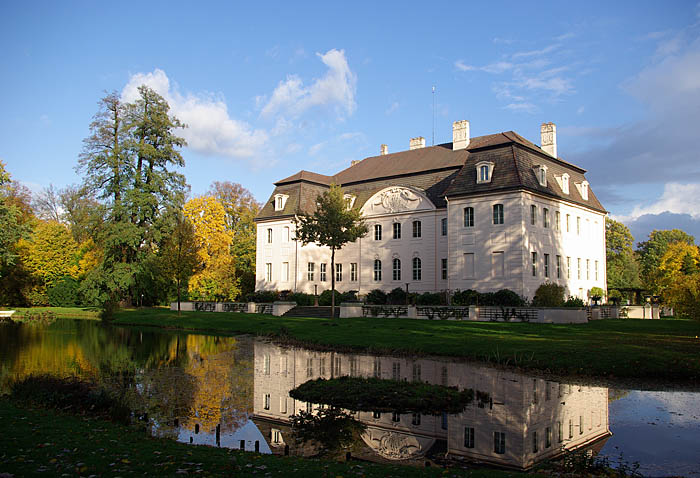
Schloss Branitz

Der väterliche Familienstammsitz Hermann von Pücklers befand sich in Branitz. Nach dem Verkauf der Standesherrschaft machten Lucie und Hermann von Pückler Schloss Branitz zu ihrem neuen Zuhause. Lucie überwachte anfangs die Bauarbeiten am Schloss und begann mit der Planung des Branitzer Parks, aber mit zunehmendem Alter zog sie sich immer mehr zurück.

## Letzte Lebensjahre

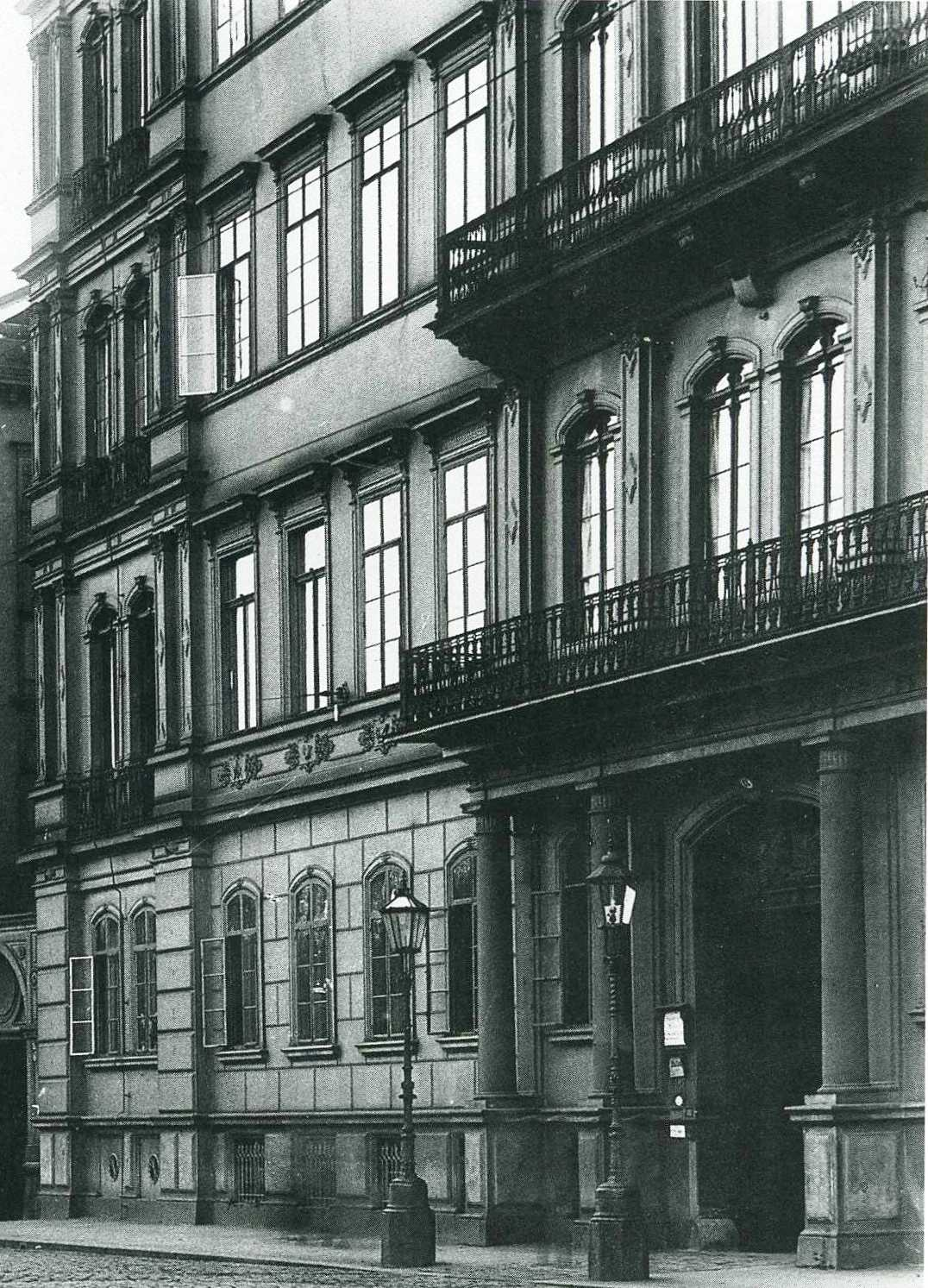
Palais Bürgerwiese 17

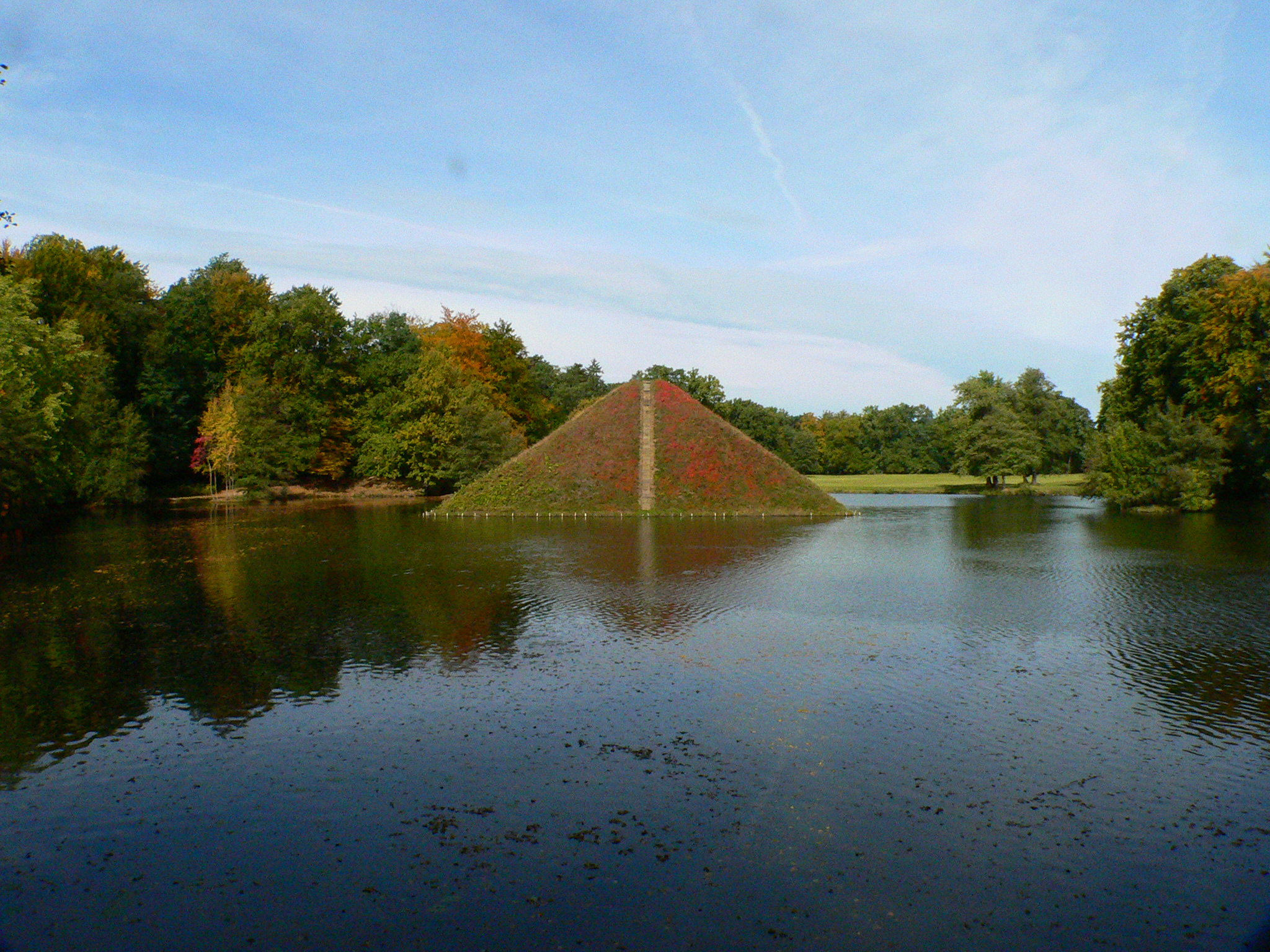
Begräbnisstätte im Branitzer Park

Ihre letzten Lebensjahre verbrachte Lucie von Pückler in Dresden (in einem Eckhaus an der Bürgerwiese) und Branitz. Sie starb 78-jährig am 8. Mai 1854 in Branitz. Lucie von Pückler wurde zunächst auf dem Vorparkfriedhof beigesetzt. Einige Jahre nach Hermann von Pücklers Tod wurde sie neben ihm im Branitzer Park bestattet.